# Vernon Broughton
Vernon Broughton (Houston, 15 luglio 2001) è un giocatore di football americano statunitense che milita nel ruolo di defensive tackle per i New Orleans Saints della National Football League (NFL).

## Carriera universitaria
Nelle sue prime tre stagioni a Texas dal 2020 al 2022, Broughton disputò 25 partite, mettendo a segno 13 tackle e un sack. Nel 2023 fece registrare 17 tackle, un sack, e un fumble recuperato. Nel 2024 divenne stabilmente titolare. Nell'ultima partita della stagione regolare mise a segno 2 sack e recuperò il fumble che diede la vittoria sui rivali di Texas A&M, condividendo il premio di miglior difensore della settimana della Southeastern Conference (SEC). Nella finale della SEC totalizzò 6 placcaggi contro Georgia. Chiuse la stagione 2024 con 15 presenze, 39 tackle, 4 sack, 2 fumble forzati e 3 recuperati.

## Carriera professionistica

### New Orleans Saints
Broughton fu scelto nel corso del secondo giro (71º assoluto) del Draft NFL 2025 dai New Orleans Saints.